# Роса (падавина)
Роса је врста ниске падавине која настаје кондензовањем водене паре на површини Земље и на предметима који су се расхладили испод температуре „росне тачке”, тј. на температури при којој је ваздух потпуно засићен воденом паром. Роса је најчешћи и најраспрострањенији вид ниских падавина. Јавља се у виду капљица током раног јутра или касне вечери, најчешће током лета.
Како се изложена површина хлади зрачењем своје топлоте, атмосферска влага се кондензује брзином већом од оне којом може да испари, што резултира стварањем капљица воде.
Када су температуре довољно ниске, роса поприма облик леда; овај облик се назива мраз.
Пошто је роса повезана са температуром површина, касно летi се најлакше формира на површинама које се не загревају провођеном топлотом из дубоког тла, као што су трава, лишће, ограде, кровови аутомобила и мостови.
Росу не треба мешати са гутацијом, што је процес којим биљке ослобађају вишак воде са врхова својих листова.

## Формирање
Водена пара ће се кондензовати у капљице у зависности од температуре. Температура на којој се формирају капљице назива се тачка росе. Када температура на површини опадне, на крају достигне тачку росе, атмосферска водена пара се кондензује и формира мале капљице на површини. Овај процес разликује росу од оних хидрометеора (метеоролошких појава воде), који се формирају директно у ваздуху који се охладио до тачке росе (обично око кондензационих језгара), као што су магла или облаци. Термодинамички принципи формирања су, међутим, исти. Роса се обично формира у дато доба дана. Ноћи, рано јутро и рано вече су сва времена током којих ће се вероватно наћи роса.

## Појава
Адекватно хлађење површине обично се дешава када она губи више енергије инфрацрвеним зрачењем него што прима као сунчево зрачење од Сунца, што је посебно случај у ведрим ноћима. Лоша топлотна проводљивост ограничава замену таквих губитака из дубљих слојева тла, који су обично топлији ноћу. Пожељни објекти формирања росе су стога слабе проводљивости или добро изоловани од тла, и неметални, док су сјајне површине обложене металом лоши инфрацрвени радијатори. Пожељни временски услови укључују одсуство облака и мало водене паре у вишој атмосфери како би се минимизирали ефекти стаклене баште и остварила довољна влажност ваздуха у близини земље. Типичне ноћи росе се класично сматрају мирним, јер ветар преноси (ноћно) топлији ваздух са виших нивоа на хладну површину. Међутим, ако је атмосфера главни извор влаге (овај тип се назива роса), потребна је одређена количина вентилације да би се заменила пара која је већ кондензована. Највеће оптималне брзине ветра могу се наћи на сушним острвима. Међутим, ако је влажно тло главни извор паре (овај тип формирања росе се назива дестилација), ветар увек делује неповољно.
Процеси стварања росе не ограничавају њену појаву на ноћ и на отвореном. Такође делују када се наочаре замагле у топлој, влажној просторији или у индустријским постројењима. Међутим, термин кондензација је пожељнији у овим случајевима.

## Мерење
Класичан уређај за мерење росе је дрозометар. Мала (вештачка) кондензаторска површина је окачена на држач причвршћен на показивач или оловку која бележи промене тежине кондензатора на бубњу. Међутим, осим што је веома осетљив на ветар, овај, као и сви уређаји са вештачком површином, дају само меру метеоролошког потенцијала за стварање росе. Стварна количина росе на одређеном месту у великој мери зависи од својстава површине. За његово мерење, биљке, листови или цели стубови тла се постављају на вагу са површином на истој висини и у истом окружењу као што би се дешавало у природи, чиме се добија мали лизиметар. Даље методе укључују процену путем поређења капљица са стандардизованим фотографијама, или волуметријско мерење количине воде обрисане са површине. Неке од ових метода укључују гутацију, док друге мере само росу и/или дестилацију

## Значај
Због своје зависности од баланса радијације, количине росе могу достићи теоретски максимум од око 0,8 mm по ноћи; измерене вредности, међутим, ретко прелазе 0,5 mm. У већини светских клима, годишњи просек је премали да би се такмичио са кишом. У регионима са значајним сушним сезонама, прилагођене биљке као што су лишајеви или саднице бора имају користи од росе. Међутим, природно наводњавање великих размера без падавина, као што је у пустињам Атакама и Намиб, углавном се приписује магли. У пустињи Негев у Израелу, откривено је да роса чини скоро половину воде пронађене у три доминантне пустињске врсте, Salsola inermis, Artemisia sieberi и Haloxylon scoparium.

### Историјска перспектива
Књига Де Мундо (настала око 250. године п. н. е. или између 350. и 200. године п. н. е.) наводи: Роса је минимална количина влаге у саставу која пада са ведрог неба; лед је вода згуснута у згуснутом облику из ведра неба; иње је стврднута роса, а 'роса-мраз' је роса која је напола стврднута.
У грчкој митологији, Ерса је богиња и персонификација росе. Такође, према миту, јутарња роса настала је када је Еос (Ерсина тетка), богиња зоре, плакала за смрћу свог сина, иако је он недавно стекао бесмртност.
Роса, позната на хебрејском као טל (tal), значајна је у јеврејској религији у пољопривредне и теолошке сврхе. Првог дана Пасхе, Хазан, обучен у бели кител, води службу у којој се моли за росу између те тачке и Сукота. Током кишне сезоне између децембра и Пасхе такође постоје додаци у Амиди да се благословена роса споји са кишом. Постоје многи мидраши који говоре о роси као о оруђу за коначно васкрсење.
У библијској Тори или Старом завету, роса се симболично користи у Поновљеним законима 32:2: „Моја доктрина ће капнути као киша, мој говор ће се дестилисати као роса, као мала киша на нежном биљу и као пљусак на трави."

## Вештачко прикупљање
Сакупљање росе потенцијално омогућава доступност воде у областима где недостају одговарајући временски услови, као што је киша. За неколико уређаја које је направио човек, као што су античке велике камене гомиле у Украјини, средњовековне у јужној Енглеској, и поклопци од вулканског камена на пољима Ланзароте, сматрало се да су уређаји за хватање росе, али би се могло показати да раде на другим принципима. Тренутно, Међународна организација за коришћење росе (енгл. International Organisation for Dew Utilization, OPUR) ради на ефикасним кондензаторима на бази фолије за регионе у којима киша или магла не могу да покрију потребе за водом током целе године.
Системе за сакупљање росе великих размера направио је Индијски институт за менаџмент Ахмедабад (IIMA) уз учешће OPUR-а у приобалном, полусушном региону Куча. Ови кондензатори могу сакупити више од 200 литара (у просеку) росе воде по ноћи за око 90 ноћи у сезони росе од октобра до маја. Истраживачка лабораторија IIMA показала је да роса може послужити као додатни извор воде у приобалним сушним подручјима.
Предложена је шема за масовну жетву росе. Шема предвиђа циркулацију хладне морске воде у EPDM колекторима у близини морске обале. Они кондензују росу и маглу да би обезбедили чисту воду за пиће. Друге, новије студије показују могућу кровну интеграцију за уређаје за сакупљање росе.